# Makilala
Makilala is een gemeente in de Filipijnse provincie Cotabato op het eiland Mindanao. Bij de laatste census in 2007 had de gemeente bijna 72 duizend inwoners.

## Geografie

### Bestuurlijke indeling
Makilala is onderverdeeld in de volgende 38 barangays:
| - Batasan - Bato - Biangan - Buena Vida - Buhay - Bulakanon - Cabilao - Concepcion - Dagupan - Garsika - Guangan - Indangan - Jose Rizal | - Katipunan II - Kawayanon - Kisante - Leboce - Libertad - Luayon - Luna Norte - Luna Sur - Malabuan - Malasila - Malungon - New Baguio - New Bulatukan | - New Cebu - New Israel - Old Bulatukan - Poblacion - Rodero - Saguing - San Vicente - Santa Felomina - Santo Niño - Sinkatulan - Taluntalunan - Villaflores |

## Demografie
Makilala had bij de census van 2007 een inwoneraantal van 71.543 mensen. Dit zijn 8.504 mensen (13,5%) meer dan bij de vorige census van 2000. De gemiddelde jaarlijkse groei komt daarmee uit op 1,76%, hetgeen lager is dan het landelijk jaarlijks gemiddelde over deze periode (2,04%). Vergeleken met de census van 1995 is het aantal mensen met 10.418 (17,0%) toegenomen.

De bevolkingsdichtheid van Makilala was ten tijde van de laatste census, met 71.543 inwoners op 343,57 km², 177,9 mensen per km².